# Doclea macracanthus
Doclea macracanthus is een krabbensoort uit de familie van de Epialtidae. De wetenschappelijke naam van de soort is voor het eerst geldig gepubliceerd in 1856 door Bleeker.